# Teorema lui Bell
Teorema lui Bell sau inegalitățile lui Bell se aplică în mecanica cuantică pentru a cuantifica matematic implicațiile care apar ca urmare a paradoxului teoretic Einstein-Podolsky-Rosen (Paradoxul EPR) și pentru a permite astfel demonstrația experimentală. Acestă teoremă poartă numele omului de știință nord-irlandez John S. Bell, cel care a formulat-o în 1964.
Teorema lui Bell este o metateoremă care arată că predicțiile mecanicii cuantice (MC) nu sunt intuitive și afectează problemele fundamentale filosofice ale fizicii moderne. Acestă teoremă este moștenirea cea mai faimoasă care a fost lăsată de fizicianul John S. Bell. Teorema lui Bell este o teoremă a imposibilității care prevede că:
„Nicio teorie fizică a variabilelor locale ascunse nu poate reproduce vreodată toate predicțiile mecanicii cuantice.”